# 동갈방어
동갈방어(Naucrates ductor)는 전갱이목 전갱이과의 육식성 물고기이다. 전 세계의 따뜻한 열대해양에서 서식한다.